# Nudelman-Richter NR-23

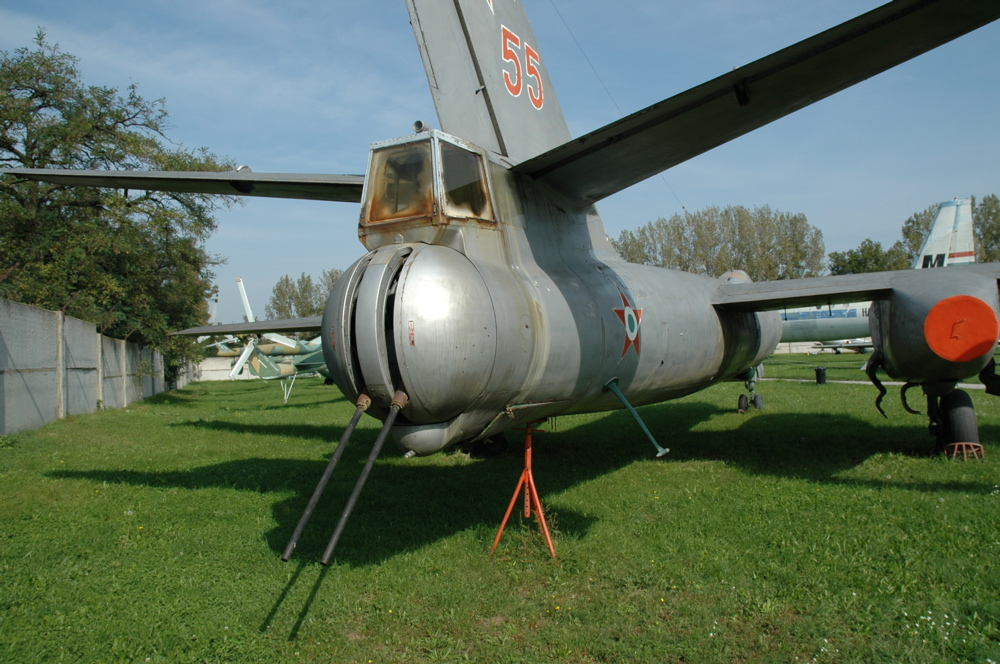
NR-23 in Doppellafettierung, Il-28

Die Nudelman-Richter NR-23 (russisch Нудельман-Рихтер НР–23) war eine Maschinenkanone aus sowjetischer Produktion. Sie ersetzte ab 1949 die Nudelman-Suranow NS-23.

## Beschreibung
Die NR-23 war eine einläufige vollautomatische Waffe vom Kaliber 23 × 115 mm speziell für den Einsatz als Bordwaffe in Flugzeugen. Gegenüber der NS-23 wurde die Mechanik verbessert, so dass sich eine höhere Schussfolge von bis zu 850 Schuss/min ergab, obwohl sie in der Praxis eher bei 650 Schuss/min lag. Es konnten bis zu 6.000 Schuss abgegeben werden, bevor der Lauf getauscht werden musste. Die Waffe kam bei allen in Großserie gefertigten Jagdflugzeugen der 1950er-Jahre – also der MiG-15, der MiG-17, der Jak-23 und der La-15 – zum Einsatz.
Die Nudelman-Richter NR-23 war auf mindestens einer sowjetischen Almas-Raumstation (Saljut 3) zur Abwehr US-amerikanischer Abfangsatelliten installiert.
Ab 1965 wurde die NR-23 durch die Grjasew-Schipunow GSch-23 und die Afanasjew-Makarow AM-23 ersetzt.

## Varianten
Type 23-1
Die Volksrepublik China erwarb die Lizenzfertigungsrechte der NR-23 und stellte sie unter dem Namen Norinco Type 23-1 in Eigenregie her.
NR-30
Eine Ableitung mit Kaliber 30 mm bekam die Bezeichnung NR-30, besaß aber eine ähnliche mechanische Ausführung.